# Mardirahu
Mardirahu est une île d'Estonie.